# This Is Nightlife
Singles de ItaloBrothers
My Life Is a Party
(2012)
This Is Nightlife (littéralement en français C'est la vie nocturne) est une chanson du groupe allemand ItaloBrothers sorti en mars 2013. La chanson est une reprise de la chanson Ecuador (1997) du groupe allemand Sash!.

## Liste des titres
Digital download
1. This Is Nightlife (Video Edit) - 2:42
2. This Is Nightlife (DJ Gollum Radio Edit) - 3:17
3. This Is Nightlife (Cody Radio Edit) - 3:16
4. This Is Nightlife (Extended Mix) - 3:58
5. This Is Nightlife (DJ Gollum Remix) - 5:03
6. This Is Nightlife (Cody Remix) - 5:11

## Classements hebdomadaires
| Classement (2013)                       | Meilleure position |
| --------------------------------------- | ------------------ |
| Allemagne (Media Control AG)            | 41                 |
| Autriche (Ö3 Austria Top 40)            | 26                 |
| Belgique (Wallonie Ultratop 50 Singles) | 38                 |
| Belgique (Wallonie Ultratip 50)         | 3                  |
| Danemark (Tracklisten)                  | 32                 |
| France (SNEP)                           | 24                 |
| France (Club 40)                        | 9                  |
| Suisse (Schweizer Hitparade)            | 22                 |

### Certifications
| Pays     | Organisme | Certification | Vente  |
| -------- | --------- | ------------- | ------ |
| Danemark | IFPI      | Or            | 15 000 |